# Pedro Roberto Kanof
Pedro Roberto Kanof (Buenos Aires, 1944) es un ingeniero e inventor argentino-italiano que en los años '80 diseñó el primer método electrónico para el alquiler de bicicletas, hoy utilizado en muchas ciudades del mundo para el funcionamiento de los sistemas de bike sharing.

## Biografía
Después de los estudios de Electrónica e Informática en la Universidad de Buenos Aires y en París, en 1972 Pedro Kanof se trasladó a Milán. En 1976 obtuvo el título de Doctor en Ingeniería Electrónica en el Politécnico de Milán, prosiguiendo después las actividades de estudio en la School of Business Administration, Universidad de California en Berkeley.
Entre los años ’70 y ’90, como experto en IT, Pedro Kanof trabajó en industrias (Alfa Romeo, Mondadori) y organizaciones financieras (Banco Mundial, Fondo Monetario Internacional). Durante el mismo periodo enseñó en varias universidades, entre ellas la Universidad de California en Berkeley, la Universidad John Hopkins, la Universidad George Washington y la Universidad  de los Estudios de Venecia – Ca’ Foscari. En 1991 editó el libro Innovazioni tecnologiche: Nuove opportunità per gli anni ‘90. En 2001 contribuyó al Fórum sobre la formación artística y a la homónima publicación Arteinformazione. L’identità italiana per l’Europa.
En 2007 Pedro Kanof creó en Washington D. C. la empresa Kanof Mobility Solutions LLC que dirigió hasta 2016 –para luego proseguir sus actividades en Milán– con el objetivo de producir e instalar su última invención en el campo de la movilidad sostenible: un nuevo sistema de transporte sostenible e inclusivo basado en estaciones de parqueo controladas y protegidas electrónicamente para todo tipo de bicicletas, públicas y privadas. En 2013 el United States Patent and Trademark Office (USPTO) ha emitido la patente número 8,508 333 para la protección de esta invención.
Desde 2008 hasta hoy Pedro Kanof ha sido invitado a participar en conferencias y congresos profesionales internacionales sobre movilidad sostenible y transporte urbano en varias ciudades (entre ellas Dresde, Copenhague, Milán, Berlín, Roma, Turín, Lisboa, México City y Bogotá) y en diferentes universidades (entre ellas la Università degli Studi di Napoli Federico II y la Universiteit Gent, Bélgica).
En mayo de 2021 publicó en Italia: "Inondare le strade di biciclette: per una politica della mobilità sostenibile e inclusiva" (Mimesis, Milán), donde se sintetiza su propuesta para un nuevo sistema de transporte urbano y suburbano respetuoso con el medio ambiente.
También en mayo de 2021 publicó en Argentina el libro Manuel Sadosky: ciencia con conciencia en América latina (Paidos, Buenos Aires) donde –a través de la biografía de su mentor y amigo– hace emerger las pautas para un desarrollo científico que responda a las necesidades del país.